# Jaylon Brown
Ne doit pas être confondu avec Jaylen Brown, basketteur américain.
Pour les articles homonymes, voir Brown.
Jaylon Brown, né le 11 septembre 1994 à Fishers, en Indiana, est un joueur américain de basket-ball. Il évolue au poste de meneur.

## Biographie

### Carrière universitaire
En 2013, il entre à l'Université d'Evansville en provenance du lycée de Fishers. Entre 2013 et 2017, il joue pour les Purple Aces d'Evansville (en).

### Carrière professionnelle
Le 22 juin 2017, il n'est pas sélectionné lors de la draft 2017 de la NBA.
Le 5 août 2017, il signe son premier contrat professionnel en Macédoine au KK Karpoš Sokoli. En février 2018, il part en Finlande où il signe chez les Vilpas Vikings (en).
Le 25 juin 2018, il signe en Espagne, au RETAbet Bilbao Basket.
Le 27 juin 2019, il prolonge son contrat avec le club espagnol.

## Statistiques

### Universitaires
| Saison    | Équipe          | Matchs | Titul. | Min./m | % Tir | % 3pts | % LF | Rbds/m. | Pass/m. | Int/m. | Ctr/m. | Pts/m. |
| --------- | --------------- | ------ | ------ | ------ | ----- | ------ | ---- | ------- | ------- | ------ | ------ | ------ |
| 2013-2014 | Evansville (en) | 32     | 2      | 18,1   | 48,5  | 20,0   | 52,9 | 2,03    | 1,59    | 0,62   | 0,12   | 3,91   |
| 2014-2015 | Evansville      | 36     | 13     | 19,3   | 47,2  | 36,0   | 76,7 | 1,89    | 2,44    | 0,72   | 0,11   | 5,25   |
| 2015-2016 | Evansville      | 34     | 34     | 30,2   | 50,8  | 30,8   | 72,4 | 2,47    | 2,91    | 1,09   | 0,12   | 10,76  |
| 2016-2017 | Evansville      | 33     | 33     | 36,8   | 46,3  | 42,7   | 85,8 | 4,39    | 3,06    | 1,03   | 0,09   | 20,88  |
| Total     |                 | 135    | 82     | 26,0   | 47,8  | 36,9   | 77,7 | 2,68    | 2,51    | 0,87   | 0,11   | 10,14  |

### Professionnelles
| Saison    | Équipe                | Matchs | Titul. | Min./m | % Tir | % 3pts | % LF | Rbds/m. | Pass/m. | Int/m. | Ctr/m. | Pts/m. |
| --------- | --------------------- | ------ | ------ | ------ | ----- | ------ | ---- | ------- | ------- | ------ | ------ | ------ |
| 2017-2018 | KK Karpoš Sokoli      | 27     | 16     | 24,7   | 46,6  | 32,2   | 77,0 | 2,89    | 3,44    | 0,96   | 0,07   | 15,48  |
| 2017-2018 | Vilpas Vikings (en)   | 6      | 3      | 18,2   | 52,4  | 50,0   | 76,9 | 1,33    | 1,00    | 1,17   | 0,00   | 10,33  |
| 2018-2019 | RETAbet Bilbao Basket | 41     | 41     | 24,0   | 41,6  | 32,2   | 76,5 | 1,66    | 2,17    | 1,05   | 0,15   | 11,71  |

## Palmarès

### Distinctions personnelles
- NABC All-District (16) Second Team (2017)
- MVC All-Conference Second Team (2017)
- MVC All-Tournament Team (2016, 2017)
- MVC Most-Improved Team (2016)
- MVC Player of the Week (12/26/2016)